# Jerold T. Hevener
Jerold T. Hevener (30 de abril de 1873 — data de morte desconhecida) foi um ator e diretor de cinema norte-americano. Apareceu em 36 filmes e dirigiu 18 entre 1912 e 1917.